# Nebula (группа)
Nebula — американская психоделическая стоунер-рок-группа, образованная экс-участниками Fu Manchu — гитаристом Эдди Глассом и барабанщиком Рубеном Романо в 1997 году. Вскоре к коллективу присоединился басист Марк Эбшир. С начала 2010 года Nebula на бессрочном перерыве.
Эбшир оставался с группой до записи в 2003 альбома Atomic Ritual, который был спродюсирован Крисом Госсом. Новым басистом стал Саймон Мун до тех пор, пока не была найдена более постоянная замена в лице Тома Дэвиса. Релиз Atomic Ritual сопровождался одобрительной критикой.
...Трудолюбивое пауэр-трио звучит как будто оно болталось в гараже с 1973, блаженно не ведая о меняющемся мире снаружи. Это, конечно, в их пользу — Allmusic
В 2007 барабанщик Роб Освальд заменил Рубена Романо. В августе 2009 бывший участник La Otracina Адам Кирни заменил покинувшего группу Освальда, однако уже в январе 2010 сам заявил об уходе, и был заменён Джимми Свитом. Также в начале 2010 группа объявила о своём бессрочном перерыве. Позже Гласс объяснил: «Начались неполадки с турами, и мне это надоело», поэтому у Nebula «будет небольшой перерыв», но группа не распадается. Том Дэвис скончался от лейкемии 5 сентября 2023 года

## Звучание
При прослушивании композиций улавливается сходство со знаменитыми Hawkwind и Ozric Tentacles, но, в отличие от упомянутых грандов, Nebula играет именно чётко выстроенные песни, а не длительные импровизационные сюиты. Недаром своими ориентирами Эдди Гласс считает не их, а Игги Попа, Rolling Stones и МС5.

## Состав
Текущий состав
- Эдди Гласс — гитара, вокал (1997—настоящее время)
- Джимми Свит — ударные (2010—настоящее время)

Бывшие участники
- Рубен Романо — ударные (1997—2007)
- Марк Эбшир — бас (1997—2003)
- Саймон Мун — бас (2003)
- Роб Освальд — ударные (2007—2009)
- Адам Крини — ударные (2009—2010)
- Том Дэйвс — бас (2003—2023)

## Дискография
Студийные альбомы
- 1999 — To the Center (Sub Pop)
- 2001 — Charged (Sub Pop)
- 2003 — Atomic Ritual (Liquor And Poker Music)
- 2006 — Apollo (Liquor And Poker Music)
- 2009 — Heavy Psych (Tee Pee)
- 2019 — Holy Shit (Heavy Psych Sounds)
- 2022 — Transmission from Mothership Earth (Heavy Psych Sounds)

Концертные альбомы
- 2008 — BBC Peel Sessions (Sweet Nothing)

Мини-альбомы
- 1998 — Let It Burn (Relapse Records)
- 1999 — Sun Creature (Man's Ruin)
- 1999 — Nebula/Lowrider (MeteorCity Records Split EP)
- 2009 — Heavy Psych (Tee Pee)

Компиляции
- 2002 — Dos EPs (MeteorCity Records)

Сборники
- 1999 — In the Groove («Full Throttle») (The Music Cartel)
- 2004 — «High Times» High Volume: The Stoner Rock Collection («The Void») (High Times Records)

## Продюсеры
- Джек Эндино
- Джон Анджелло Архивная копия от 22 ноября 2021 на Wayback Machine
- Крис Госс
- Даниэль Рэй
- Джо Хоган